# Іст-Плезант-В'ю (Колорадо)
Іст-Плезант-В'ю (англ. East Pleasant View) — переписна місцевість (CDP) в США, в окрузі Джефферсон штату Колорадо. Населення — 333 особи (2020).

## Географія
Іст-Плезант-В'ю розташований за координатами 39°43′40″ пн. ш. 105°9′26″ зх. д. / 39.72778° пн. ш. 105.15722° зх. д. (39.727812, -105.157163).  За даними Бюро перепису населення США в 2010 році переписна місцевість мала площу 0,29 км², уся площа — суходіл.

## Демографія
Згідно з переписом 2010 року, у переписній місцевості мешкало 356 осіб у 138 домогосподарствах у складі 86 родин. Густота населення становила 1220 осіб/км².  Було 142 помешкання (487/км²).
Расовий склад населення:
| - 88,2 % — білих - 3,1 % — чорних або афроамериканців - 2,0 % — корінних американців - 0,3 % — азіатів - 3,7 % — осіб інших рас |

До двох чи більше рас належало 2,8 %. Частка іспаномовних становила 11,2 % від усіх жителів.
За віковим діапазоном населення розподілялося таким чином: 19,1 % — особи молодші 18 років, 70,2 % — особи у віці 18—64 років, 10,7 % — особи у віці 65 років та старші. Медіана віку мешканця становила 42,0 року. На 100 осіб жіночої статі у переписній місцевості припадало 122,5 чоловіків;  на 100 жінок у віці від 18 років та старших — 121,5 чоловіків також старших 18 років.
За межею бідності перебувало 0,5 % осіб, у тому числі 0,0 % дітей у віці до 18 років та 0,0 % осіб у віці 65 років та старших.
Цивільне працевлаштоване населення становило 247 осіб. Основні галузі зайнятості: освіта, охорона здоров'я та соціальна допомога — 28,7 %, роздрібна торгівля — 19,8 %, виробництво — 18,2 %, науковці, спеціалісти, менеджери — 17,4 %.